# Aranyera becgrossa
L'aranyera becgrossa (Arachnothera crassirostris) és una espècie d'ocell de la família dels nectarínids (Nectariniidae) que habita boscos de les terres baixes de Tailàndia, Malaia, Sumatra i Borneo.